# Стыкут, Анастасия Игнатьевна
Анастасия Игнатьевна Стыкут (род. 1922 год, по другим данным — в 1918 году) —звеньевая совхоза имени 10 лет БССР Министерства совхозов СССР, Любаньский район Бобруйской области, Белорусская ССР. Герой Социалистического Труда (1948).
После Великой Отечественной войны возглавляла полеводческое звено в совхозе имени 10 лет БССР Любаньского района. В 1947 году звено Анастасии Стыкут вырастило в среднем по 31,4 центнера зерновых с каждого гектара на участке площадью 8 гектаров. Указом Президиума Верховного Совета СССР от 24 апреля 1948 года удостоена звания Героя Социалистического Труда с вручением ордена Ленина и золотой медали «Серп и Молот».